# مسجد الفتح بيزانسون
مسجد بيزانسون من (أو مسجد الفتح) هو مسجد يقع في بيزانسون في فرنسا. النصب شيد في عام 2005 ولكن ليس له مئذنة.

## المساجد والجمعيات

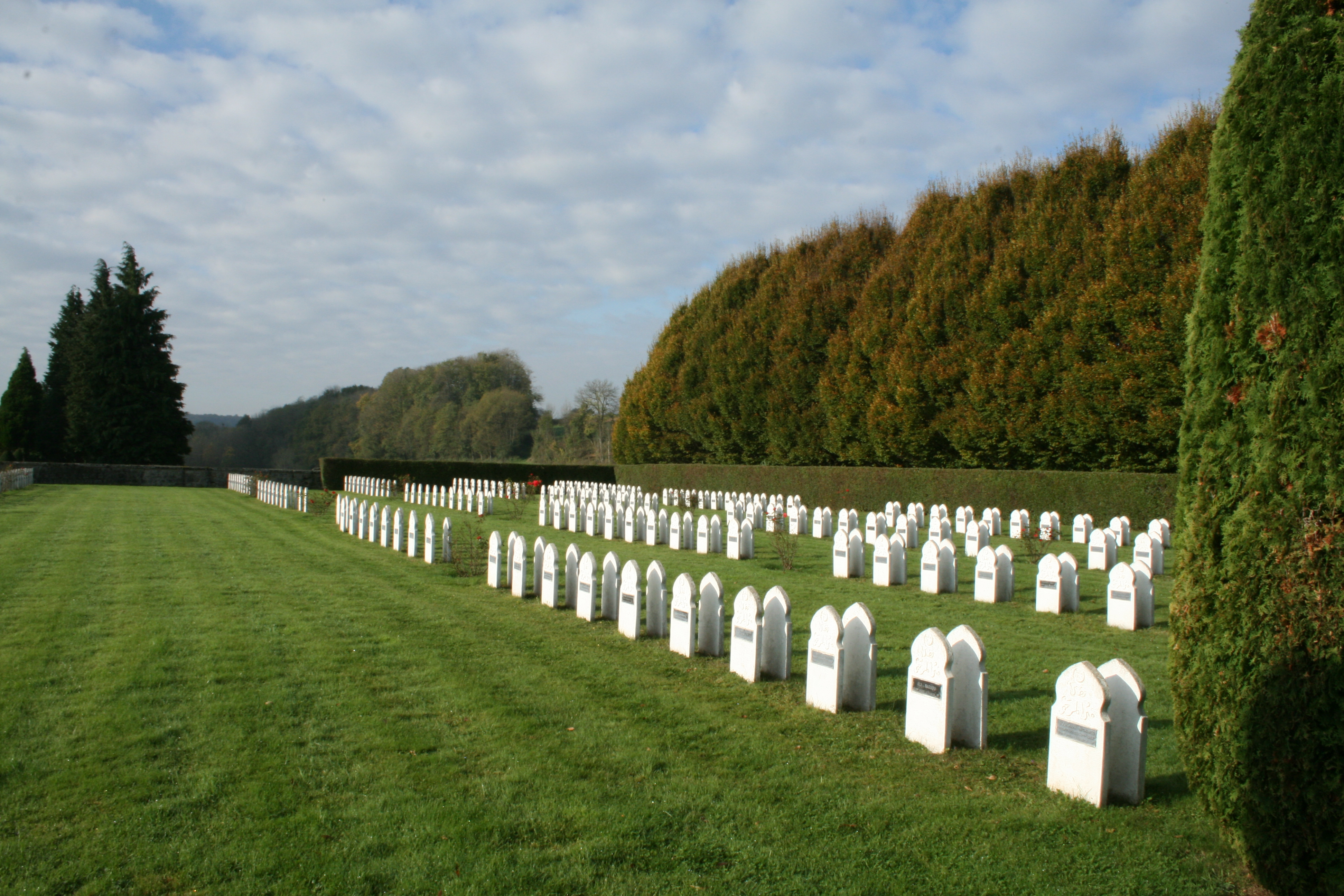
بعض قبور المسلمين في المقبرة العسكرية لروجمونت.